# Jeronimas Milius

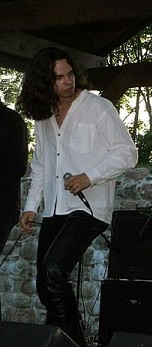
Jeronimas Milius

Jeronimas Milius, född 11 oktober 1984, är en sångare från Litauen.

## Eurovision Song Contest
Jeronimas representerade sitt land i Eurovision Song Contest 2008 i Belgrad, Serbien. Bidraget som han framförde heter Nomads in the Night och i den andra av de två semifinalerna slutade han på 16:e plats med 30 poäng och tog sig därmed inte vidare till finalen. Tvåa i den nationella finalen kom Aistė, som hade representerat landet i Eurovision Song Contest 1999.